# STS-28
STS-28 was de vierde space shuttlemissie die was gewijd aan het Amerikaanse Ministerie van Defensie, en was de eerste vlucht van Space Shuttle Columbia sinds STS-61-C. De details van deze missie zijn geheim.

## Bemanning
- Brewster H. Shaw, Jr. (3), bevelhebber
- Richard N. Richards (1), Piloot
- James C. Adamson (1), Missie Specialist 1
- David C. Leestma (2), Missie Specialist 2
- Mark N. Brown (1), Missie Specialist 3

tussen haakjes staat hoeveel vluchten de astronauten hebben gevlogen na STS-28

## Missie parameters
- Massa: 19,600? kg Payload Satellite Data System satelliet?
- Perihelium: 289 km
- Perigeum: 306 km
- Glooiingshoek: 57.0°
- Omlooptijd: 90.5 min